# Bernardo Daddi
Bernardo Daddi (* kolem 1280, Borgo San Lorenzo – 1348, Florencie) byl přední italský malíř trecenta, který byl aktivní v letech 1320 až 1348 ve Florencii. Patřil k žákům Giotta.

## Život
Bernardo byl synem malíře Dadda di Simone, pocházejícího ze Salto Nel Mugello poblíž Florencie. Údaje o jeho životě jsou kusé. Poprvé je zaznamenán roku 1312 a předpokládá se, že patřil k žákům Giotta di Bondone. Byl jedním z předních florentských malířů své generace a vedl velkou dílnu s mnoha tovaryši. Dodával zejména malé oltáře určené k osobní zbožnosti. Roku 1335 zhotovil oltář sv. Bernarda pro kapli v Palazzo della Signoria a za získané peníze koupil část domu ve Via Larga v Borgo San Lorenzo. V letech 1312–1320 je uváděn jako člen florentského cechu Arte dei Medici e Speziali a roku 1339 byl členem rady spolku sv. Lukáše (Compagnia di San Luca). Poslední datované dílo Bernarda Daddi pochází z roku 1347. Zemřel patrně během epidemie moru v roce 1348.

## Dílo

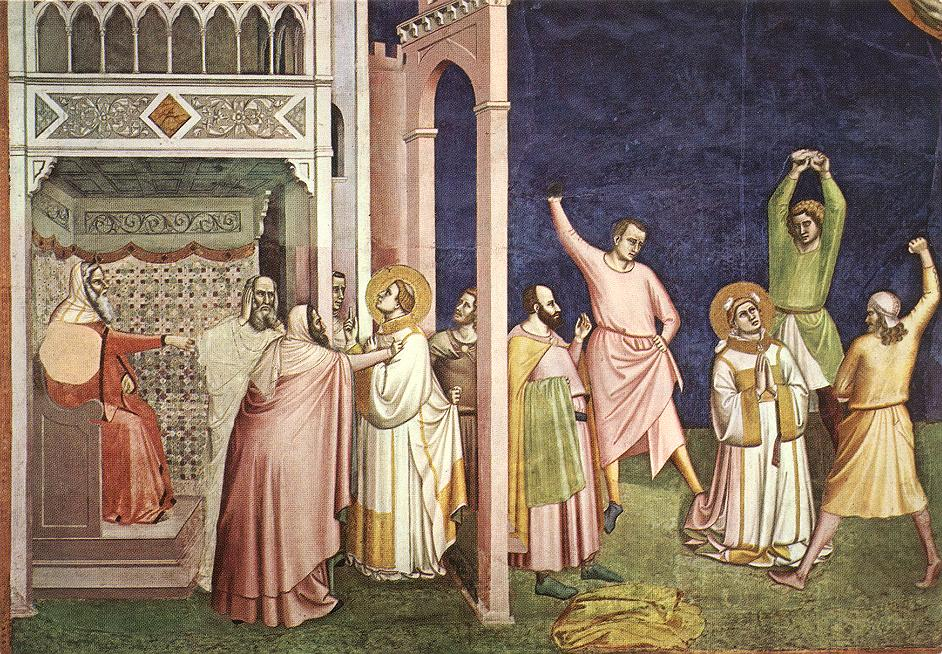
Bernardo Daddi, freska s utrpením sv. Štěpána, Santa Croce, Florencie

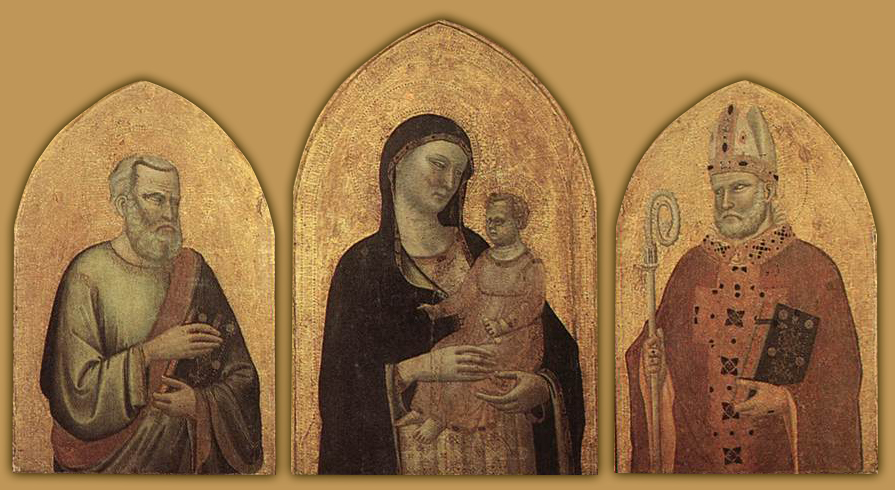
Madona se sv. Matoušem a sv. Mikulášem

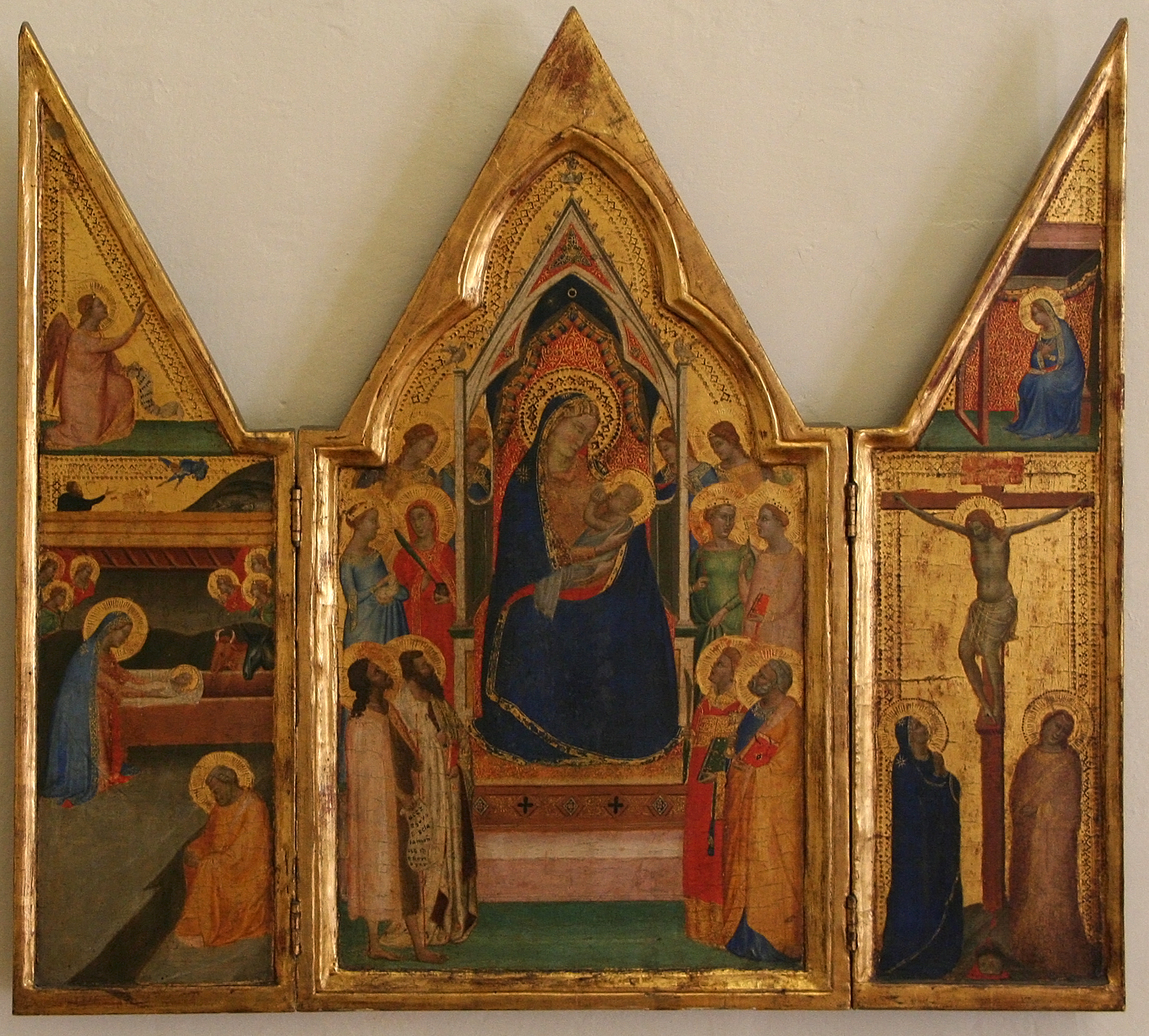
Kojící madona s dítětem, Narození, Ukřižování, světci, světice a andělé (kolem 1340), Národní galerie v Praze

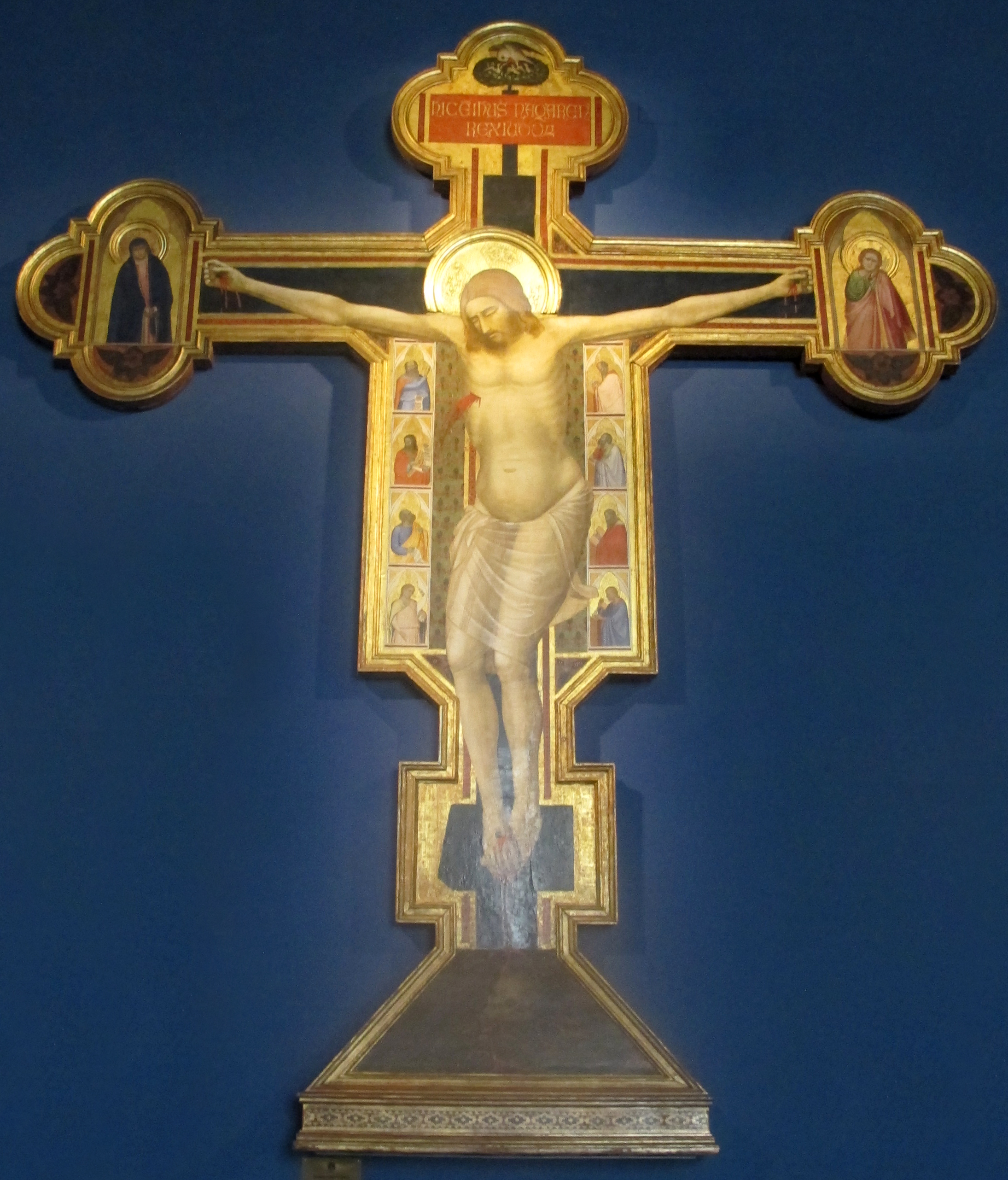
Malovaný krucifix, Museo Bardini

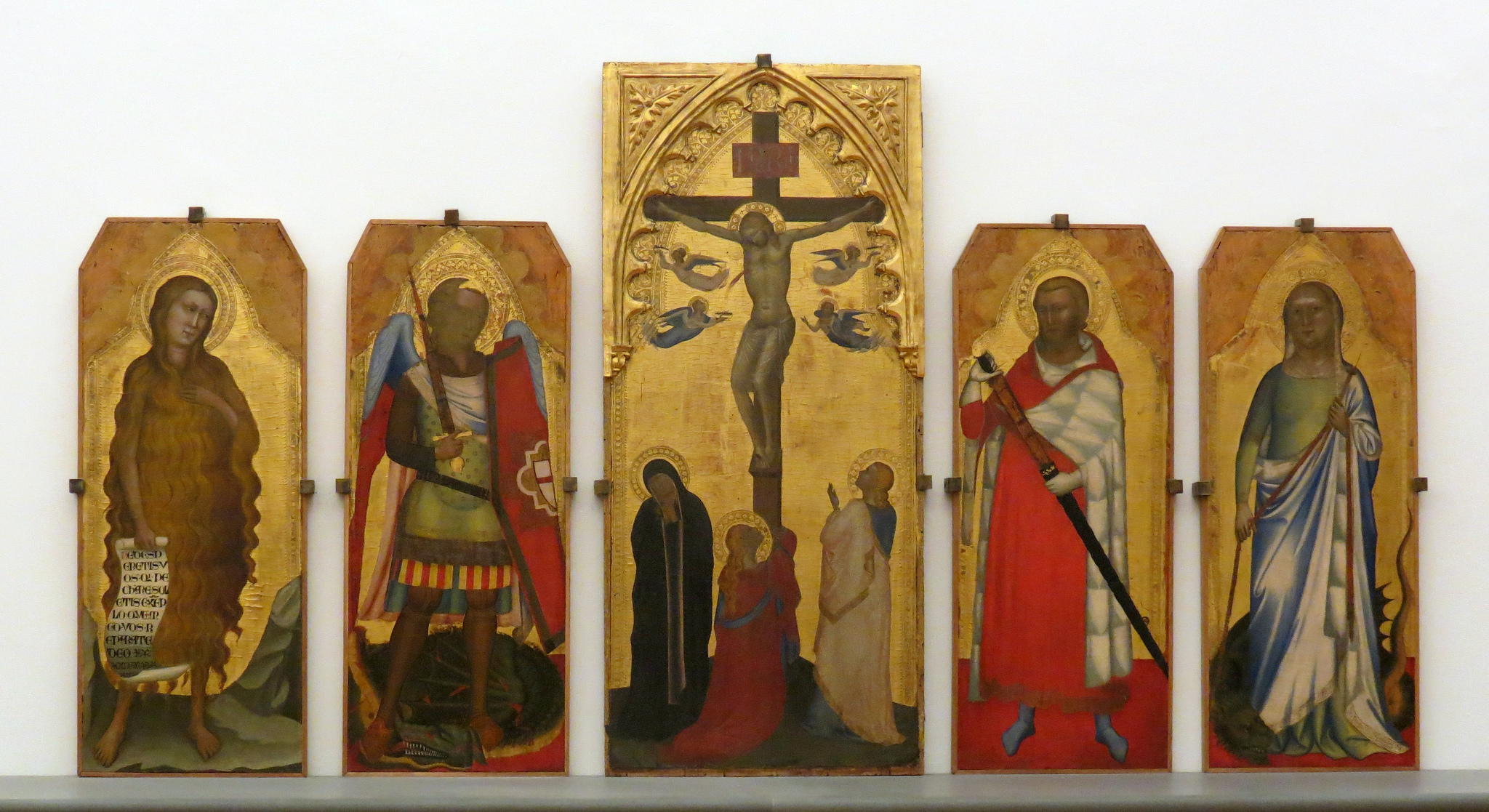
Bernardo Daddi & Puccio di Simone, Ukřižování (1346–48), Galleria dell'Accademia, Firenze

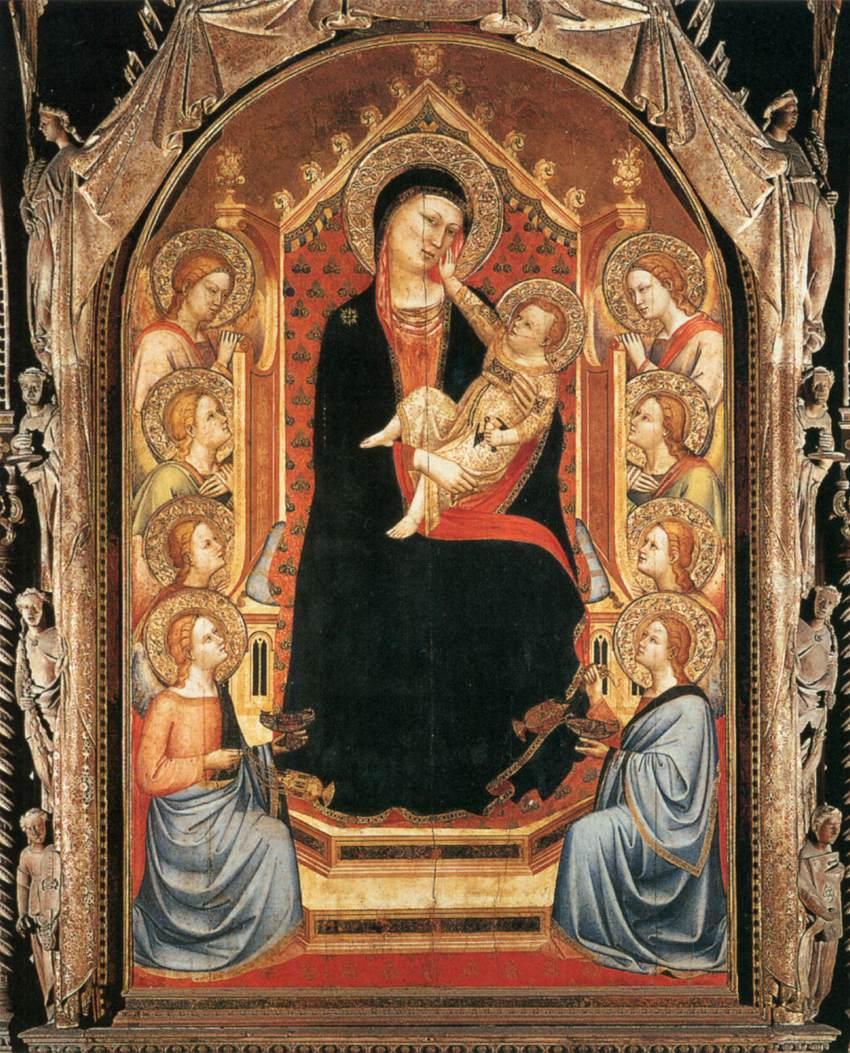
Bernardo Daddi – Orsanmichele Madonna

Jako většina Giottových následovníků, byl i Daddi ovlivněn elegancí sienské malby trecenta, která se vyznačovala něhou a láskyplností lidských gest (Ambrogio Lorenzetti, Pietro Lorenzetti). Kromě toho lze v jeho díle vystopovat i vliv drobné francouzské sochařské tvorby ve slonovině a její až sladké lyričnosti. Italské umění bylo dlouho ovlivněno abstraktním byzantským uměním, které se vyznačovalo schematičností, plošností a nehmotně podanými figurami. Malbu odvozenou z fyzické reality zavedl jako revoluční změnu až Giotto a stál tak u zrodu italské renesance. Také Daddiho figury mají objem a tělesnost a jsou modelovány reálným světlem, které vychází z pozorování skutečnosti. Přesto jsou v Daddiho dílech zachovány prvky byzantského umění, zejména jistá míra abstrakce, schematizované oči mandlového tvaru, nebo zlacené pozadí a svatozáře zdobené ornamentem.
Většina ze zachovaných maleb Bernarda Daddi jsou deskové obrazy malované temperou. Přisuzuje se mu pouze jediná freska v bazilice Santa Croce, příběhy sv. Štěpána a sv. Vavřince v Cappella Pulci-Berardi. Zde se držel přísně stylu malby Giottova žáka Taddea Gaddi, s výrazným šerosvitným modelováním a změkčenou lineární kresbou a paletou barev ve stylu gotické tradice.
Většinu produkce jeho dílny tvořily malé přenosné skládací oltáře určené k domácí zbožnosti bohatých měšťanů. V době, kdy Giotto pobýval v Neapoli (1328-1334), pokrývala Daddiho dílna většinu poptávky. Vytvořil osobitý typ usmívající se Madony s hravým dítětem, který patří k vrcholům jeho díla a řadí ho k mezinárodnímu měkkému slohu. Tři takové oltáře jsou také ve sbírce Národní galerie v Praze.
V díle Bernarda Daddi se obvykle odlišují tři fáze tvorby. Do roku 1330, odkdy se datuje jeho zralé dílo, je patrný vliv Giotta a sienské malby. Po roce 1343 se na rozdíl od své dřívější práce zaměřuje na velká a monumentální díla. Za přelomový je považován triptych Madona se sv. Matoušem a sv. Mikulášem (Trittico di Ognissanti) z roku 1328 (144 x 194 cm, nyní Galleria degli Uffizi). Z jeho deskových maleb se dále zachoval velký mnohadeskový Mariánský oltář pro kostel sv. Pankratia (1340-1345, 251 x 393 cm, Galleria degli Uffizi) nebo Malovaný krucifix (3,50 x 2,75 m), Galleria dell'Accademia (cca 1339).

### Známá díla

#### Raná fáze
- Svatý Petr, asi 1310 (?), National Gallery of Art, Washington
- Svatý biskup, cca 1320, Museo Fesch, Ajaccio
- Jan Křtitel, c. 1320, La Spezia, Museo Civico Amedeo Lia
- Polyptych Panna Marie s dítětem a čtyřmi svatými, cca 1320, Galleria Nazionale di Parma
- Panna Maria s dítětem, dva panely, Pinacoteca Vaticana
- Oltářní polyptych ve farním kostele Lucarelli (Radda in Chianti)
- Freska je smrtí mučedníků sv. Vavřince a sv. Štěpána, asi 1325, Capella Pulci-Beraldi, Santa Croce - Florencie
- Trittico di Ognissanti: Madonna s dítětem a sv. Matouš a sv. Mikuláš z Bardi, přibližně 1328, Galleria degli Uffizi, Florencie

#### Zralé práce
- Ukřižování, 1326-1330, J. Paul Getty Museum, Los Angeles
- Trůnící Madonna s dítětem, cca 1330, kostel San Pietro a Lecore
- Příchod sv. Uršuly do Kolína nad Rýnem, cca 1333, J. Paul Getty Museum, Los Angeles
- Svatý Pavel se skupinou věřících, cca 1333, National Gallery of Art, Washington
- Trůnící Madona s dítětem, sv. Johannes Gualbertus, Jan Křtitel, František a Mikuláš, kolem roku 1334, Norton Simon Foundation, Pasadena
- Triptych, Madonna, Tomáš Akvinský a sv. Pavel, cca 1335, J. Paul Getty Museum, Los Angeles
- Zvěstování se dvěma anděly, cca 1335, Louvre, Paříž
- Triptych (domácí oltář), cca 1338, Skotská národní galerie
- Korunovace Panny Marie, 1340-145, National Gallery of Art, Londýn
- Svatba Panny Marie, cca 1339-1342, Královská sbírka, Londýn
- Čtyři hudební andělé, cca 1340, Christ Church Picture Gallery, Oxford
- Sv. Vavřinec, asi 1340, Pinacoteca di Brera, Milán
- Polyptych pro San Pancrazio v Římě, cca 1336-1340, Galleria degli Uffizi, Florencie

#### Pozdní práce
- Bernardo Daddi & Puccio di Simone, 1346-1348, Polyptych s ukřižováním
- Malovaný krucifix, cca 1340, (4,76 x 4,20 m), Museo Bardini
- Ukřižování, cca 1340-1345, National Gallery of Art, Washington
- Malovaný krucifix, cca 1339, (3,50 x 2,75 m), Galleria dell'Accademia
- Madonna s dítětem, svatými a anděly, cca 1345, National Gallery of Art, Washington
- Osm panelů se scénami ze života sv. Štěpána, cca 1345, Vatikánské muzea
- Polyptych San Giorgio a Ruballa, Ukřižování se svatými, cca 1348, Galerie Courtauld, Londýn
- Madonna s dítětem a svatými, cca 1346-1347, Orsanmichele, Florencie